# Jarkivski Sokoly
El Jarkivski Sokoly (en ucraniano: Харківські Соколи), es un equipo de baloncesto ucraniano con sede en la ciudad de Járkov, que compite en la Superleague, la primera división del baloncesto ucraniano. Disputa sus partidos como local en el Sports Palace "Lokomotyv", con capacidad para 4000 espectadores.

## Historia
Fundado en 2017, Sokoly ingresó en la Higher League, la segunda división del baloncesto ucraniano. En sus dos primeras temporadas, el equipo terminó sexto y noveno. Después de la temporada 2018-19, BC Politekhnik, con sede también en Járkov, abandonó la Superliga ya que no podía dar garantías financieras. En su lugar, Sokoly recibió una invitación para partidipar en la temporada 2019-20.

## Trayectoria
| Clasificado para Playoffs |

| Kharkivski Sokoly |   |               |    |    |    |      |   |                                                                   |                                                   |
| 2017–18           | 2 | Higher League | 6º | 13 | 15 | .464 | – | –                                                                 | Oleh Manoylenko                                   |
| 2018–19           | 2 | Higher League | 9º | 19 | 18 | .514 | – | –                                                                 | Oleh Manoylenko                                   |
| 2019–20           | 1 | Superleague   | 9º | 4  | 22 | .154 |   | Derrota técnica en 1/16 de la Copa de Ucrania ante el Politekhnik | Volodymyr Koval / Yevgen Murzin / Oleh Manoylenko |